# Trochu se obětovat
Trochu se obětovat (v polském originálu Trochę poświęcenia) je fantasy povídka z knihy Andrzeje Sapkowského Zaklínač II: Meč osudu, poprvé vydané roku 1992 nakladatelstvím SuperNOWA. Povídka je variací na pohádku od Hanse Christiana Andersena Malá mořská víla. Příběh pojednává hlavně o vztazích mezi mořskou pannou Sh'eenaz a kníže Anglovalem, který na rozdíl od Andersenova originálu dojde dobrého konce, a mezi Geraltem z Rivie a Essi Očko Daven, avšak v povídce je také řešeno záhadné mizení lovců perel z přímořského města Bremervoord.

## Děj
Příběh začíná na moři, kde kníže Angloval vyznává svou lásku mořské víle Sh'eenaz. Celou konverzaci tlumočí Geralt, kterého kníže najal pro jeho znalost Starší řeči v melodickém podání sirén. Po první ne zrovna vydařené schůzce se Geralt setkává se svým přítelem Marigoldem. Trubadúr ze zaklínače dostává informace z plavby pro napsání nové balady, než je vyruší Teleri Drouhard, který chce zaplatit Marigoldovi za hraní písní na svatbě své dcery a oba i s Geraltem pohostit. To se dvojici hodí, protože jsou na mizině, a tak pěvec po chvíli odmítání, protože bard nechce být „druhým“ zpěvákem, jak mu řekl Drouhard, zakončeného smlouváním přijímá. Ještě než vyrazí, Marigold od muže zjišťuje, že první vystupující je trubadúra Essi Daven zvaná Očko.
Po ubytování v Drouhardově domě v přímořském městě Bremervoord jdou básník s vědmákem na hostinu, kde je odhaleno, že se Marigold s Essi zná mnoho let a mají blízký, skoro sourozenecký vztah, což mimo jiné naznačuje i trubadúřina přezdívka „Pacinka“, kterou ji bard oslovuje. Po krátkém rozhovoru básnířka odchází uražena zaklínačem, načež na prosbu Anglovala, který je také mezi svatebními hosty, přichází Drouhard se zprávou pro Geralta, aby se ihned dostavil ke knížeti. Ten vědmáka seznamuje se Zelestem, což je Anglovalův tajemník, který má na starosti lov perel. Zelest zaklínači vysvětluje problém se ztracenou lodí lovců perel poblíž Dračích zubů, což jsou dva velké dobře viditelné útesy. Po krátké diskuzi Geralt práci na zjištění a vyřešení problému přijímá a přidává se k hodování. Po chvíli se odebírá za Essi, která se odplížila na terasu. Tam dochází k jejich políbení.
Brzy ráno po nočním rozhovoru s Marigoldem se Geralt vydává na západní břeh, kde již čeká Essi, aby, jak sama říká, viděla zaklínače při práci. Dvojici vyrušuje Angloval, který zaklínače vybízí k okamžitému plnění zadaného úkolu i přesto, že Geralt nemá k dispozici loď ani námořnictvo. Po odchodu knížete Geralt ostře odmítá přítomnost trubadúry při vyšetřování, protože nechce riskovat její zranění či smrt. Essi proto vědmáka alespoň informuje o tom, kam až v této oblasti sahá odliv, tedy k Dračím zubům, a na moment se připojí i Sh'eenaz, která varuje před nebezpečím číhajícím ve vodě. S odlivem se Geralt vydává spolu s Marigoldem prozkoumat ještě nedávno přílivem zatopené pobřeží. Při exploraci objevují blankytnou mušli, kterou si ponechávají, a následně i rasu rybolidí, kteří utočí pro Marigoldův sběr mušlí sloužící jakožto vábnička. S úprkem na pevninu jim znenadání pomáhá Sh'eenaz, která rybolidi zdrží, aby se zaklínač s pěvcem bezpečně odebrali z vodního území.
Po ošetření Marigoldových i Geraltových ran Essi omylem nachází onu blankytnou mušli, kterou Marigold schoval ve vědmákově brašně. Díky básníkově výřečnosti trubadúra považuje mušli za dárek od Geralta k jejím narozeninám. Při manipulaci s mušlí z ní vypadává lesklá světle modrá perla, kterou Essi zprvu nechce přijmout, ale Geralt ji přesvědčí, aby si perlu ponechala - a později perlu nechává vsadit do stříbrného kvítku, aby ji nosila jako medailon a talisman na krku. Následuje básnířčino vyznání citů, které zaklínač odmítá, aby jí, jak ho trubadúr varoval, neublížil, což však dělá právě i svým odmítáním.
Dalšího dne Geralt informuje Anglovala o rybolidech. Kníže mu však příliš nedůvěřuje a ke všemu vědmákovi nechce zaplatit pro nedokončenou práci. To pobouří přítomnou Essi a dává se s Anglovalem do hádky. Nakonec je přeruší Sh'eenaz. V ten moment je odhaleno, že prošla transformací, díky které má místo ocasní ploutve nohy a dokonce ovládá obecnou řeč, kterou mluví lidé. ,,...A co by to bylo za lásku, kdyby se milující nedokázal trochu obětovat."
Po odjezdu z Bremervoordu nastává čas na odpovědi na otázky, které iniciuje Marigold dlouhým monologem, aby Essi a Geralt jeden druhého konečně pochopili. Tak se také po delším rozhovoru děje. Celý příběh pak končí u ohně, kde Marigold s Essi pějí a Geralt poslouchá a přemýšlí. Nakonec vypravěč líčí osud Essi, která se s Geraltem po této noci již neviděla a po pár letech umírá na neštovice, Marigold odnáší její tělo ze spalovací hranice a pohřbívá ji v lese daleko od města spolu s její loutnou a modrou perlou zasazenou ve stříbrném kvítku, kterou nikdy nesundala, jak ho před smrtí žádala.

## Interpretace
Krzysztof Solarewicz uvádí, že jádrem příběhu je zaklínačova rozpolcenost mezi okouzlením trubadúrkou Essi a problematickou (avšak hlubokou) láskou k čarodějce. Sám Geralt sice tvrdí, že je od emocí a dilemat oproštěn, avšak Essi (a tudíž ani čtenář) tomuto tvrzení nedokáže uvěřit. Příběh je jedním z případů, kdy Sapkowski tematizuje kreativní a přetváření příběhů. Šťastný konec příběhu Sh'eenaz pro Marigolda není hoden být součástí balady, zatímco u Geraltova vztahu s Essi nastává problém přesně opačný – podle Marigoldova pojetí tedy vlastně nic realistického není dost baladické.

## Adaptace
Příběh povídky Trochu se obětovat bude poprvé adaptován ve spin-offu The Witcher: Sirens of the Deep, který vyjde ke konci roku 2024 pod záštitou Netflixu.